# سامح عبد العزيز
سامح عبد العزيز (18 سبتمبر 1976 - 10 يوليو 2025 م) هو مخرج أفلام ومسلسلات مصري، بدأ مشواره الفني في عام 2005 بفيلم درس خصوصي.

## حياته الشخصية
تزوَّج في عام 2014 بالمغنية المصرية روبي، تخلّل الزواج عدة انفصالات، ودعوى خُلع رفعتها روبي في عام 2015 بعد أشهر من إنجابها لطفلتها، إلى أن وقع الطلاق رسميًا في 25 فبراير 2017، حين أعلن الطرفان ذلك. وفي يناير 2021 خطب الممثلة المصرية نانسي صلاح إلى أن أعلنت نانسي على صفحتها في (فيسبوك) انفصالهما في شهر أبريل من نفس العام.

## أعماله

### أفلام
- 2005: درس خصوصي
- 2007: أسد وأربع قطط
- 2007: أحلام الفتى الطايش
- 2008: كباريه
- 2008: حسن طيارة
- 2009: حد سامع حاجة
- 2009: الفرح
- 2011: صرخة نملة
- 2012: تيتة رهيبة
- 2013: تتح
- 2014: حلاوة روح
- 2015: الليلة الكبيرة
- 2016: حملة فريزر
- 2016: أبو شنب
- 2017: خير وبركة
- 2018: سوق الجمعة
- 2022: تماسيح النيل
- 2024: الملكة
- 2024: ليلة العيد
- 2025: الدشاش

### مسلسلات
- 2008: كافيه تشينو
- 2010: الحارة
- 2011: مسيو رمضان مبروك أبو العلمين حمودة
- 2014: فيفا أطاطا
- 2015: بين السرايات
- 2017: رمضان كريم
- 2018: أرض النفاق
- 2019: زي الشمس
- 2020: خيانة عهد
- 2021: حرب أهلية
- 2022: يوتيرن
- 2022: أنا وهي
- 2023:رمضان كريم 2

## وفاته
توفي في 10 يوليو 2025، وكان قد نُقل إلى المستشفى بعد شعوره بآلام في الظهر، وتبين أنه مُصاب بعدوى فيروسية في الدم تسببت في ارتفاع نسبة السكر.

### برامج
- 1998: دربكة
- 2016: وش السعد

## وصلات خارجية
- سامح عبد العزيز على موقع IMDb (الإنجليزية)
- سامح عبد العزيز على موقع الدهليز
- سامح عبد العزيز على موقع قاعدة بيانات الأفلام العربية
- سامح عبد العزيز على موقع قاعدة بيانات الفيلم (الإنجليزية)